# Rhynchostegium subtrachypterum
Rhynchostegium subtrachypterum là một loài rêu trong họ Brachytheciaceae. Loài này được Bryhn ex P. Syd. mô tả khoa học đầu tiên năm 1912.